# Josef Pühringer (Politiker, 1910)
Josef Pühringer (* 12. August 1910 in Hörsching; † 22. Oktober 1989 in Traun, Oberösterreich) war ein österreichischer Politiker der Österreichischen Volkspartei (ÖVP). Er war 1967 Abgeordneter zum Oberösterreichischen Landtag. 
Sein gleichnamiger Sohn war langjähriger Landeshauptmann von Oberösterreich.

## Leben
Josef Pühringer war gelernter Schneidermeister und ab 1937 als selbstständiger Kleidermacher in Traun tätig. Ab 1947 hatte er verschiedene Funktionen in der Kammer der gewerblichen Wirtschaft inne, etwa als Sektionsobmann-Stellvertreter der Sektion Gewerbe, ab 1950 als Innungsmeister-Stellvertreter der Kleidermacher und ab 1957 als Sektionsobmann der Sektion Gewerbe. 1949 wurde sein gleichnamiger Sohn, der spätere Landeshauptmann von Oberösterreich, geboren.
Ab 1950 war er Kuratoriumsmitglied des Wirtschaftsforschungsinstituts, 1957/58 war er Obmann-Stellvertreter der Meisterkrankenkasse des Handwerks, 1969 wurde er Obmann der Gewerblichen Selbständigenkrankenkasse. Pühringer gehörte dem Gemeinderat in Traun an, wo er auch als ÖVP-Ortsparteiobmann fungierte. Am 29. März 1967 wurde er in der XIX. Gesetzgebungsperiode als Abgeordneter zum Oberösterreichischen Landtag angelobt, am 16. November 1967 schied er aus dem Landtag wieder aus.
Er erhielt den Berufstitel Kommerzialrat und wurde 1970 mit der Großen Silbernen Ehrenmedaille der Kammer der Gewerblichen Wirtschaft ausgezeichnet. Pühringer starb 1989 im Alter von 79 Jahren.